# Capterra
Capterra — исследовательская, консалтинговая и маркетинговая компания, которая поддерживает одноимённый интернет-сервис. Этот сервис предоставляет инструменты для подбора программного обеспечения (ПО), а также аналитические статьи и обзоры по известным брендам производителей ПО, конечной целью которых является «соединение» покупателей и продавцов ПО. Доход компании основан на модели Pay per click. Компания основана в 1999 году и расположена в городском округе Арлингтон, штат Виргиния.

## История компании
Летом 1999 г. Майкл Ортнер, будущий основатель компании, работая на небольшую компанию-интернет-провайдер Digex в Мэриленде, обнаружил, что индустрия программного обеспечения — огромна, но фрагментирована, и в этот «хаос» можно «внести порядок». Ещё он понял, что большую часть расходов производители ПО делают на продажи и продвижение, а не на разработку. 1 ноября 1999 года Ортнер основал фирму Capterra. Название — производное из 2 латинских слов: «Capto» (лат. искать) и «Terra» (лат. земля, мир).
Посевное финансирование (стартовый капитал) компании составляло несколько сотен тысяч долларов, которые Майкл Ортнер собрал вместе с родственниками и друзьями. В первое время компания выбрала неудачную модель монетизации своих услуг, а также не могла найти вендоров, которые начали бы ей платить деньги. Чтобы покрыть расходы, Ортнер набрал долгов суммой в $250000, при помощи 18 кредитных карт и карт American Express. Как он позже признался в своей автобиографической статье, он никому об этом не говорил, даже членам семьи и друзьям . В апреле 2001 г. у фирмы появлися первый клиент, который платил деньги, — Deltek из Херднона. Второй клиент пришёл в мае 2002, третий — в июле 2002. Каждый клиент платил сумму приблизительно 100 $ США в месяц. Позже, вместо фиксированной платы, Capterra перешла на принцип Pay per click. К концу 2002 года фирма быстро раскрутилась и число клиентов выросло до величины 50. В июне 2004 Майкл Ортнер расплатился со своим последним долгом. Выручка компании в этом же году достигла 1 млн. $ США. Большим подспорьем для компании стал Google, который принёс много траффика сайту capterra.com. Одной из крупнейших компаний, ставших клиентами Capterra, была IBM, но большинство клиентов Capterra были компаниями мелкого и среднего размера, продававшими программные продукты для бизнеса.
К 2007 году у компании уже было 2 миллиона ежегодных покупателей ПО и около 1 000 производителей ПО платили, чтобы заполучить этих покупателей. В 2007 году журнал Inc. включил компанию в список «500 быстро-растущих частных компаний США». С этого года, и вплоть до 2015 г. компания не покидала список «Inc. 5000». В конце 2014 компания ожидала получить прибыль в $5 млн и размер ожидавшейся выручки составлял $13 млн. (размер реальной выручки, по статистике Inc., за год составил $13.8 млн.). Capterra в то время называли «Yelp бизнес-приложений» (англ. Yelp of business software). В 2007-2008 гг. на сайте компании была разработана и запущена возможность пользователям оставлять отзывы о купленных программных продуктах. Отрицательные отзывы могли испортить отношения с продавцами, и отпугнуть часть из них, и поэтому Ортнер, и руководство компании, в течение 3 месяцев обдумывали, прежде чем внедрить эту систему. Но, опасения не оправдались, большинство отзывов были положительными, и ни один клиент не расторгнул договор с Capterra. К 2015 году число этих отзывов достигло 25 тыс..
В сентябре 2015 года компания Capterra была поглощена компанией Gartner. Сумма сделки не разглашалась.

## Конкуренты и “Yelpification”
Компания Capterra была одной из первых, кто освоил этот сегмент рынка (предоставление бесплатной аналитики и отзывов о программных продуктах и подбор их в режиме онлайн), и добился в ней серьезного успеха. Прямых конкурентов у Capterra в 2000-х практически не было. Гиганты, занимавшиеся консалтингом, такие как Forrester,  Gartner, и др. в 2000-х ещё были сфокусированы на крупных корпоративных клиентах, способных купить необходимую аналитику и консультации за деньги. Но мелкий и средний бизнес не мог позволить себе такие расходы, и предпочитали такие сервисы, как Capterra. Но успех Capterra не остался незамеченным. В 2010 г. была создана компания Nubera, которая заявляла о своей цели стать “The Premier App Store for Business Software” (дословно: первый магазин бизнес-приложений). Nubera запустила ряд сервисов отзывов о приложениях, таких как GetApp, AppStorm, AppAppeal, и др. В 2012 г. G2 Labs запускает свой онлайн-сервис G2 crowd — сервис отзывов о бизнес-приложениях, где пользователи должны были проходить авторизацию, используя аккаунт LinkedIn. В том же году был запущен аналогичный сервис TrustRadius. В том же году запущена IT Central Station — новая социальная сеть, в которой CIO могут писать отзывы и обмениваться мнениями об используемых программных продуктах. Новые B2B-сервисы стали настолько популярны в коммерческой среде, что это явление получило своё название — «“Yelpification” of B2B software research» (дословно — Yelp-ификация поиска программного обеспечения B2B).

## Достижения компании
Кроме попадания в рейтинг «Inc. 500», Capterra отметилась рядом других почетных званий и достижений. В 2008 г. Capterra была перечислена в списке «Лучшие места работы 2008» журнала Washington Business Journal, а в 2015 г. - в аналогичном списке журнала Washingtonian «50 лучших мест работы в штате Вашингтон».
Другие достижения компании:
- «Лучшие B2B кампании праздничного маркетинга 2013» от radius.com[16];
- Interactive Media Award за «Выдающиеся достижения в индустрии программного обеспечения», 2008 и 2009 гг.[17];
- 25-е место в рейтинге «Virginia Chamber of Commerce Fantastic 50», 2007[18];
- Рейтинг компании на сайте trustpilot.com в 2016 г. составил 9.5 баллов[19].